# Alexander May (Schauspieler)

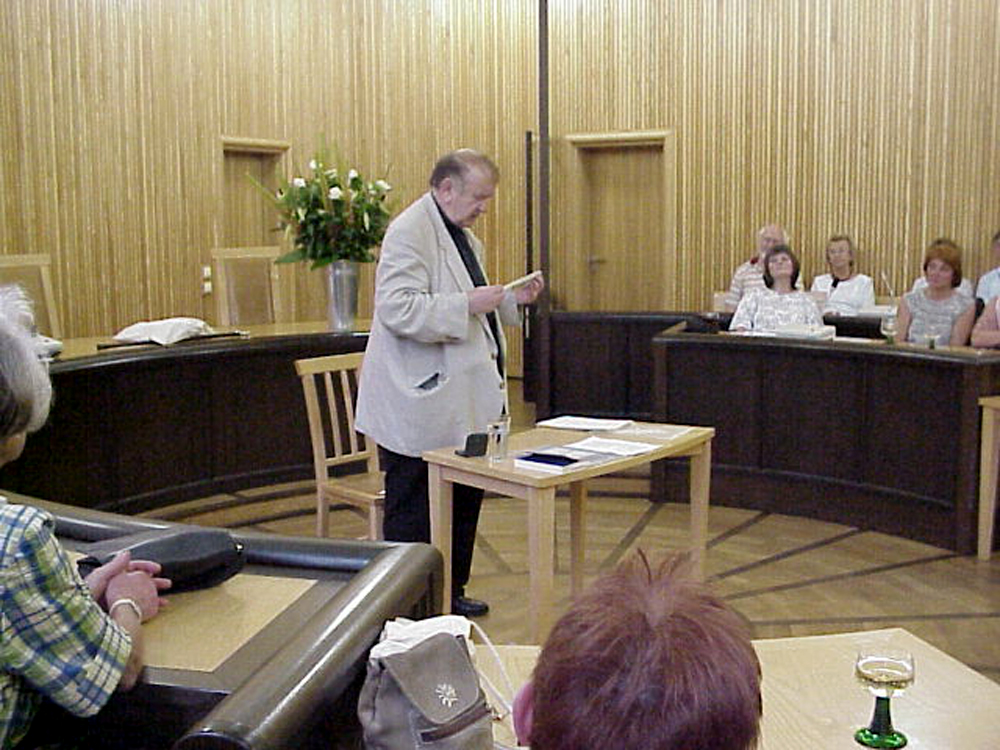
„Lauter Lügen“; Alexander May im Landgericht Hannover;
während der Expo 2000 in der Veranstaltungsreihe Kulturkaleidoskop

Alexander May (* 8. Juli 1927 in Görlitz; † 2. Mai 2008 in Hannover) war ein deutscher Schauspieler, Drehbuchautor, Regisseur und Produzent.

## Leben
May wurde ab 1946 an der Düsseldorfer Schauspielschule zwei Jahre lang unter Gustaf Gründgens ausgebildet. Sein erstes Engagement erhielt er 1948/49 am Stadttheater Gießen. 1949 kam er als Regisseur an das Schauspielhaus Bochum, wo er bis 1954 wirkte. Am Theater Oberhausen arbeitete er von 1954 bis 1959 als Regisseur in diversen Produktionen. Gleichzeitig war er Dozent für Filmdramaturgie beim DIFF (Deutsches Institut für Film und Fernsehen). Bei den Münchner Kammerspielen war er 1959/60 als Dramaturg tätig. Von 1960 bis 1964 stand er als Dramaturg und Produzent in den Diensten der Bavaria und von 1964 bis 1969 als Redakteur und Produzent bei der Intertel Television in München. Von 1978 bis 1988 leitete er als Geschäftsführer und Intendant das Schauspielhaus Hannover.
Im Fernsehen sah man May in vielen Spielfilmen und Serien. Seine bekanntesten Rollen waren die des Dr. Walter Leibrecht in der ZDF-Arztserie Freunde fürs Leben, des Opa Hermann in der Familienserie Aus heiterem Himmel (ARD/Bayerischer Rundfunk) und für das Schulfernsehen die des Herrn Schmidt in der Serie Anna, Schmidt und Oskar sowie die des Bürgermeisters Lütje in Pappa ante portas. 
Alexander Mays Sohn Jerzy May ist Moderator beim Bayerischen Rundfunk in München. May war mit der Schauspielerin Marga Klappert verheiratet, die bereits 1995 verstarb.

## Auszeichnungen
- 1968: Deutscher Filmpreis in Gold als bester Schauspieler in Tätowierung
- 1993: Niedersächsischer Kunstpreis
- 2001: Stadtplakette von Hannover

## Filmografie
- 1963: Orden für die Wunderkinder
- 1963: Zwei Whisky und ein Sofa
- 1963: Ein Mann im schönsten Alter
- 1964: Sie werden sterben, Sire
- 1964: Kommissar Freytag – Briefe aus Sydney
- 1967: Tätowierung
- 1969: Sie schreiben mit – Der Liebesbrief
- 1970: Die Berufe des Herrn K.
- 1971: Arsène Lupin
- 1971: Tatort – Kressin stoppt den Nordexpress (Fernsehreihe)
- 1972: Soldatenmord von Lebach
- 1972: Zeitaufnahme
- 1972: Sonderdezernat K1 – Mord im Dreivierteltakt (Fernsehserie)
- 1973: Der Fußgänger
- 1973: Traumstadt
- 1975: Eurogang – Keine Beweise gegen Martellan (Fernsehserie)
- 1975: Unter einem Dach – Produzent sucht Nachwuchs (Fernsehserie)
- 1975: Kommissariat 9 – Zum halben Preis (Fernsehserie)
- 1975: Ansichten eines Clowns
- 1975: Eurogang – Die letzte Lieferung (Fernsehserie)
- 1976: Das chinesische Wunder
- 1977: Grete Minde
- 1977: Haben Sie nichts zu verzollen?
- 1978: Heinrich Heine
- 1978: Tatort – Schlußverkauf
- 1979: Tatort – 30 Liter Super
- 1980: Der ganz normale Wahnsinn (Fernsehserie, 4 Folgen)
- 1980: Johann Sebastian Bachs vergebliche Reise in den Ruhm
- 1981: Stachel im Fleisch
- 1981: Tegtmeier klärt auf (Fernsehserie, Folge 1x05 …über Politik und Käse)
- 1981: Keine Angst vor Verwandten! (Fernsehfilm)
- 1981: Der Schatz des Priamos (Fernsehfilm)
- 1981: Der Spot oder Fast eine Karriere (Fernsehfilm)
- 1981: Die Laurents (Fernsehserie, Folge 1x07 Sabetzkys Fall – 1767)
- 1981: Alberta und Alice oder Die Unterwerfung (Fernsehfilm)
- 1982: Ein Fall von Zuneigung (Fernsehfilm)
- 1983: Zwei Tote im Sender und Don Carlos im Pogl (Fernsehfilm)
- 1983: Im Zeichen des Kreuzes (Fernsehfilm)
- 1983: Frau Juliane Winkler (Fernsehfilm)
- 1983: Kinder unseres Volkes (Fernsehfilm)
- 1984: Ein Mann namens Parvus (Fernsehfilm)
- 1984: Das leise Gift (Fernsehfilm)
- 1984: Gespenstergeschichten: Die Affenpfote
- 1985: Eine Klasse für sich (Fernsehserie, 2 Folgen)
- 1985: Ami Go Home oder Der Fragebogen (Fernsehfilm)
- 1985: Die Schwarzwaldklinik (Fernsehserie, 2 Folgen)
- 1986: Acht Stunden Zeit (Fernsehfilm)
- 1986: Wer einsam ist, der hat es gut, weil keiner da, der Ihm was tut (Fernsehfilm)
- 1986: Unternehmen Köpenick (Fernsehserie)
- 1988: Ein Fall für zwei (Fernsehserie, Folge 8x01 Kurz hinter Ankara)
- 1988: Ein heikler Fall (Fernsehserie, Folge 2x09 Gegen den Strom)
- 1988: Ein Treffen mit Rimbaud
- 1990: Hotel Paradies (Fernsehserie, 4 Folgen)
- 1990: Ein anderer Liebhaber (Fernsehfilm)
- 1990: Bei mir liegen Sie richtig
- 1990: Die Frosch-Intrige
- 1991: Pappa ante portas
- 1991: Bronsteins Kinder
- 1990–1991: Wie gut, daß es Maria gibt (Fernsehserie, 27 Folgen)
- 1991: Der Deal (Fernsehfilm)
- 1992: Die zweite Heimat – Chronik einer Jugend (Fernsehserie, 3 Folgen)
- 1992: Glückliche Reise – Sri Lanka (Fernsehreihe)
- 1992–2001: Freunde fürs Leben (Fernsehserie, 96 Folgen)
- 1993: Der Landarzt (Fernsehserie, 2 Folgen)
- 1992–1993: Anna, Schmidt und Oskar (Fernsehserie, 26 Folgen als Herr Schmidt)
- 1994: Matchball (Fernsehserie, 4 Folgen)
- 1994: Unsere Hagenbecks (Fernsehserie, 2 Folgen)
- 1994: Der Salzbaron (Fernsehserie, 5 Folgen)
- 1995, 1998: Die Straßen von Berlin (Fernsehreihe, 3 Folgen)
- 1995: Im Namen des Gesetzes als Richter (Fernsehserie)
- 1995: Verliebte Feinde
- 1995–1998: Aus heiterem Himmel (Fernsehreihe, 7 Folgen)
- 1996: Alarm für Cobra 11 – Der Alte und der Junge (Fernsehserie)
- 1997: Eiskalte Liebe
- 1998: Sommergewitter
- 1999: Viehjud Levi
- 2000: Polizeiruf 110 – Die Macht und ihr Preis (Fernsehreihe)
- 2000: Tatort – Rattenlinie
- 2002: Et kütt wie et kütt
- 2002: Die achte Todsünde: Toskana-Karussell
- 2003: Tompson Musik
- 2004: Großstadtrevier – Auf schmalem Grat (Fernsehserie)
- 2005: Zeppelin!
- 2006: Trau’ niemals deinem Schwiegersohn!
- 2007: Adelheid und ihre Mörder (Fernsehserie, Folge 64 Tot in 17 Zügen)
- 2008: Donna Leon – Die dunkle Stunde der Serenissima

Als Drehbuchautor
- 1962–1963: Funkstreife Isar 12
- 1968: Die fünfte Kolonne
- 1970: Die Reiter von Padola
- 1973: Frühbesprechung
- 1976: Notarztwagen 7
- 1989: Petticoat – Geschichten aus den Fünfzigern (Fernsehserie)

Als Produzent
- 1964: Komödie der Irrungen

Als Regisseur
- 1970: Verhör – Tatort Chefzimmer

## Theaterautor
- 1997: König Drosselbart (Theater Hof)

## Hörspiele
- 1977: Fred Kassack: Diskretion – Regie: Otto Kurth (Kriminalhörspiel – BR)